# 정구호
- 정구호 - 인스타그램

정구호(영어: Jung Kuho, 1965년 2월 7일~)는 대한민국의 패션 디자이너이자 공연 연출가, 크리에이티브 디렉터이다. 미니멀리즘을 기반으로 한 독창적인 디자인과 브랜딩 능력으로 1990년대 한국 패션계에 큰 획을 그었으며, 이후 제일모직(현 삼성물산 패션부문)의 임원으로 활동하며 다수의 브랜드를 성공적으로 이끌었다. 최근에는 패션계를 넘어 국립무용단 등과의 협업을 통해 공연 연출가로서도 높은 평가를 받고 있다.

## 생애 및 초기 활동
정구호는 미국 뉴욕의 파슨스 디자인 스쿨에서 커뮤니케이션 디자인을 전공했다. 졸업 후 그래픽 디자이너로 활동하다가 1997년 자신의 이름을 건 여성복 브랜드 '구호(KUHO)'를 론칭하며 패션계에 본격적으로 데뷔했다.

## 경력

### 브랜드 '구호(KUHO)'와 패션계 데뷔
1997년 론칭한 '구호'는 당시 한국 패션계에서는 드물었던 아방가르드하면서도 미니멀한 디자인으로 큰 주목을 받았다. 특히 구조적인 실루엣과 무채색 위주의 절제된 컬러 팔레트는 지적이고 세련된 이미지를 구축하며 단숨에 인기 디자이너 브랜드로 자리매김했다.

### 제일모직(삼성물산 패션부문) 시절
2003년, 정구호는 자신의 브랜드 '구호'를 제일모직(현 삼성물산 패션부문)에 매각하고, 자신은 크리에이티브 디렉터로서 제일모직에 합류했다. 그는 전무 직급까지 오르며 '구호'의 성공적인 안착은 물론, 40대 이상 여성을 타겟으로 한 브랜드 '르베이지(LeBeige)'를 성공적으로 론칭시키는 등 탁월한 브랜딩 및 비즈니스 감각을 입증했다.

### 패션계를 떠난 후의 활동
2013년 제일모직을 떠난 후, 2015년에는 휠라코리아의 크리에이티브 디렉터로 잠시 활동하며 브랜드 리뉴얼을 이끌었다. 이후 자신의 이름을 내건 컨템포러리 브랜드 'JUNG KUHO'와 홈쇼핑 브랜드 'J BY' 등을 선보이며 독립적인 활동을 이어가고 있다.

## 공연 예술 연출

### 국립무용단과의 협업
정구호의 연출가로서의 명성은 국립무용단과의 협업을 통해 확고해졌다.
- 묵향(Scent of Ink, 2013): 사군자를 주제로 한 이 작품에서 그는 무대, 의상, 미술, 소품 디자인을 총괄하며 한 폭의 수묵화 같은 미장센을 구현했다. 전통 무용에 현대적인 미니멀리즘 미학을 성공적으로 결합시켜 "가장 한국적이면서도 가장 모던한 무대"라는 찬사를 받았다.[11] 이 작품은 2016년, 프랑스 5대 국립극장 중 하나이자 무용 전문 극장인 샤이오 국립극장 무대에 올라 현지의 큰 호응을 얻었다.[12]
- 향연(The Banquet, 2015): 한국 전통 춤을 옴니버스 형식으로 엮은 작품으로, 정구호는 연출과 디자인을 맡았다. 화려하면서도 절제된 색감의 의상과 간결한 무대 디자인을 통해 전통 춤의 본질적인 아름다움을 극대화했다는 평가를 받으며 국립무용단의 대표 레퍼토리로 자리매김시켰다.[13]

이 외에도 국립무용단의 춘상(Spring Breeze), 단(壇), 산조 등의 작품 연출에 참여했다.

### 서울시무용단과의 협업 및 국제적 성과
- 일무(One Dance, 2022): 서울시무용단과 협업하여 종묘제례악의 의식무를 현대적으로 재해석한 작품이다. 정구호는 연출과 디자인을 맡아 50여 명의 무용수가 펼치는 장엄한 군무를 미니멀한 미장센으로 담아냈다. 이 작품은 2023년 7월, 미국 뉴욕의 링컨 센터 무대에 한국 작품 최초로 초청되어 전석 매진을 기록하며 현지 언론과 관객의 극찬을 받았다.[14][15]

### 기타 공연
국립오페라단의 동백꽃 아가씨(La Traviata), 국립창극단의 트로이의 여인들 등 무용뿐만 아니라 오페라, 창극 등 20여 작품이 넘는 다양한 장르의 공연들에서 비주얼 디렉터 및 연출가로 활동하며 영역을 확장하고 있다.

## 문화예술 총괄 및 감독 경력
정구호는 패션 디자이너 활동을 바탕으로 미술관·공예·패션행사 등 문화예술 전반의 총괄·기획·예술감독으로 활동해왔다.
- 서울패션위크 총감독: 서울디자인재단이 총감독 체제를 도입한 뒤 초대(또는 신임) 총감독으로 위촉되어 행사 기획·운영 전반을 총괄하였다.[16]
- 리움·호암미술관(삼성미술관 리움) 리뉴얼 총괄 / 크리에이티브 디렉터: 리움·호암미술관의 전시·공간·브랜딩 리뉴얼 프로젝트에서 크리에이티브 디렉터(총괄) 역할을 수행하며 전시·공간 재구성 및 MI(미술관 아이덴티티) 개선에 참여하였다.[17][18]
- 공예트렌드페어 총감독(2021): 문화체육관광부 주최, 한국공예·디자인문화진흥원 주관의 '공예트렌드페어'의 2021년 총감독으로 선임되어 행사 콘셉트 및 전시 기획을 총괄하였다. 이 행사에서 그는 산업·장르 간 협업과 전시 구성에 관여하였다.[19]
- 기업·브랜드의 크리에이티브 디렉터 및 리뉴얼 프로젝트: 빈폴, 롯데백화점 등 브랜드 리뉴얼 프로젝트와 인디에프 등에서 크리에이티브 디렉터로 활동하면서 공간·브랜드 전략을 총괄하였다.[20]
- 전시·공연 기획과 융복합 프로젝트: 패션·무용·영화·전시를 넘나드는 크로스오버 작업을 통해 전통 예술의 현대적 재해석 및 시각적 연출을 선보였으며, 미술관 전시 및 대형 문화행사에서 총괄 기획자로 참여하였다.[21]

## 영화 미술 감독
2003년 개봉한 이재용 감독의 영화 스캔들 - 조선남녀상열지사의 미술 감독을 맡았다. 그는 조선 시대를 배경으로 하면서도 현대적인 감각이 돋보이는 의상과 공간을 창조해내 영화의 미학적 완성도를 크게 높였다. 이 작품으로 대종상 영화제에서 미술상을 수상하며 영화계에서도 능력을 인정받았다.

## 주요 경력 및 작품
- 패션 브랜드: 구호(KUHO), 르베이지(LeBeige), 데레쿠니(Derercuny), JUNG KUHO, 제이바이(J BY), 존스(JONS)
- 공연 연출/디자인: 국립무용단 묵향, 향연, 춘상, 단 / 서울시무용단 일무 / 국립오페라단 동백꽃 아가씨 / 국립창극단 트로이의 여인들
- 영화: 스캔들 - 조선남녀상열지사 (미술 감독)

## 수상 경력
- 2003년 제40회 대종상 영화제 미술상 (스캔들 - 조선남녀상열지사)[23]
- 2004년 제3회 대한민국 영화대상 미술상 (스캔들 - 조선남녀상열지사)[24]